# Conobrosis acervata
Conobrosis acervata (previously Euchaetis acervata) là một loài bướm đêm thuộc họ Oecophoridae. Nó được tìm thấy ở Úc.